# Натик, Саад
Саад Натик Наджи (англ. Saad Natiq Naji; род. 19 марта 1994, Багдад) — иракский футболист, центральный защитник клуба «Аль-Кува» и сборной Ирака.

## Клубная карьера
Начал выступать на взрослом уровне в составе багдадского клуба «Масафи Аль-Васат», игравшего в высшем дивизионе Ирака. В 2013 году перешёл в багдадскую «Аль-Кува», в её составе в сезоне 2014/15 стал вице-чемпионом Ирака, а в сезоне 2015/16 стал обладателем Кубка страны, также принимал участие в матчах Кубка АФК.

## Карьера в сборной
С 2011 года выступал за молодёжную (U20) сборную Ирака. В её составе в 2013 году принимал участие в молодёжном чемпионате мира, но не был основным игроком команды и сыграл всего в трёх из семи матчах, ни один из них не отыграл полностью. Сборная Ирака на этом турнире стала четвёртой.
В составе олимпийской сборной Ирака защитник становился бронзовым призёром Азиатских игр 2014 года (сыграл 4 матча) и молодёжного (U23) чемпионата Азии 2016 года (сыграл 4 матча и забил 1 гол — в полуфинале против Японии). В 2016 году включен в состав сборной Ирака для участия в Олимпиаде в Рио-де-Жанейро.
В национальную сборную Ирака впервые вызван в ноябре 2014 года для участия в Кубке Персидского залива-2014, но во всех матчах оставался запасным. Дебютный матч за сборную сыграл 26 августа 2015 года против команды Ливана, выйдя на замену на 62-й минуте матча. Первый гол забил на Кубке Азии 2023 29 января 2024 года в ворота сборной Иордании.

## Достижения

### «Аль-Кува»
- Чемпион Ирака: 2016/17
- Обладатель Кубка Ирака: 2015/16
- Обладатель Кубка АФК: 2016, 2018

### «Аль-Шорта»
- Чемпион Ирака: 2021/22
- Обладатель Суперкубка Ирака: 2019